# 108 Pułk Fizylierów (Cesarstwo Niemieckie)
108 Saksoński Pułk Fizylierów im. Księcia Jerzego (niem. Schützen-(Füsilier-)Regiment „Prinz Georg” (Königlich Sächsisches) Nr. 108) – pułk piechoty niemieckiej okresu Cesarstwa Niemieckiego.

## Historia
Pułk został sformowany 1 października 1809. Stacjonował w Dreźnie . Wchodził w skład XII Korpusu Armijnego .
W wyniku mobilizacji, w sierpniu 1914 pułk osiągnął gotowość bojową i w składzie 46 Brygady Piechoty 23 Dywizji został wysłany na front zachodni.

## Bibliografia

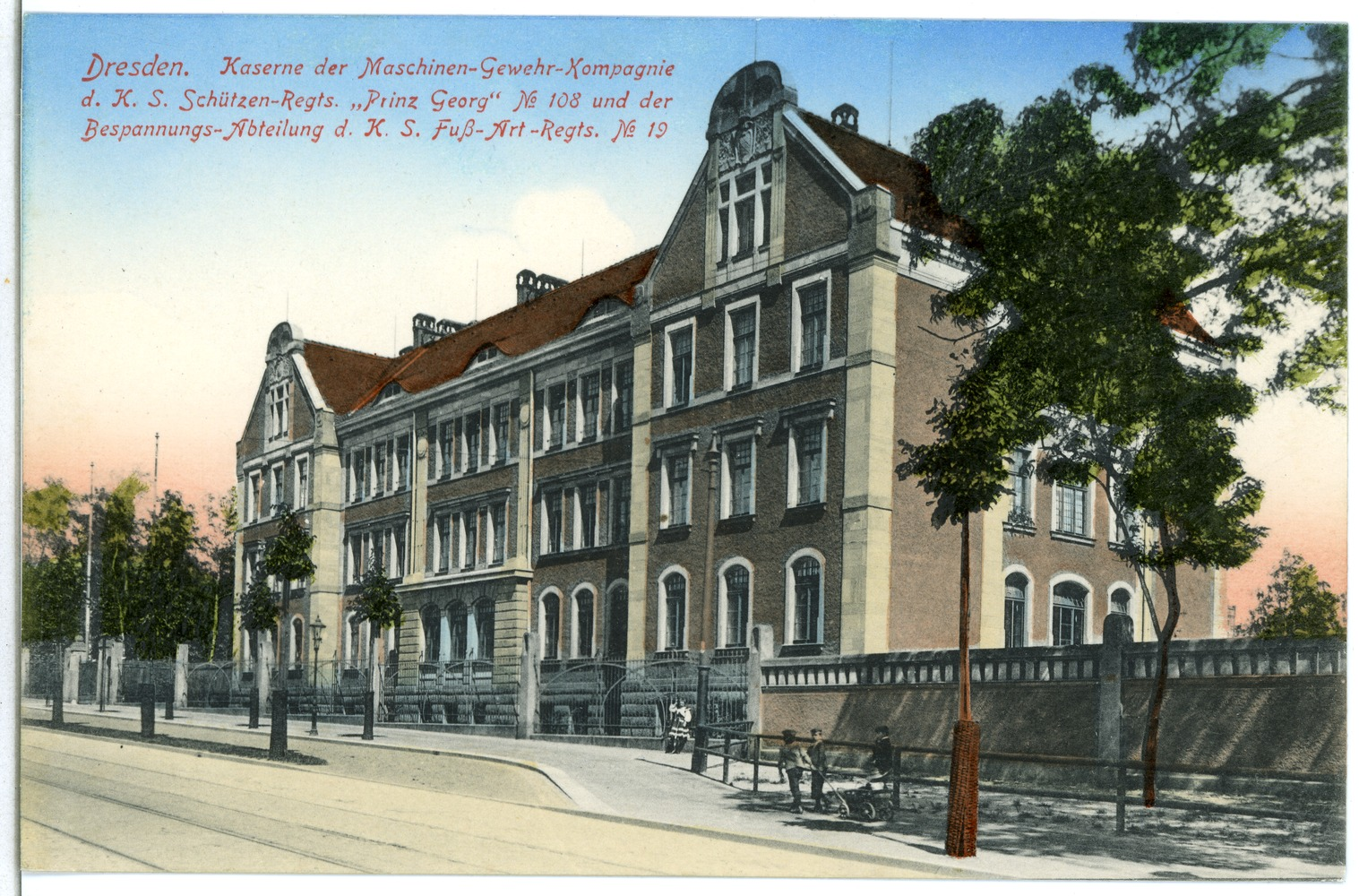
Koszary pułku w Dreźnie